# Till Attila (műsorvezető)
Till Attila (Budapest, 1971. december 3. –) Pulitzer-díjas magyar riporter, műsorvezető, filmrendező.

## Életpályája
Középiskolai tanulmányainak befejezése után a Magyar Képzőművészeti Főiskola Intermédia szakán végzett 2001-ben. Az elmúlt években több televízióban is megfordult mint kulturális műsorvezető. Tévés pályafutását 1994-ben a MTV1-nél kezdte, a Múzsa kulturális híradó hétvégi ajánlójaként. Ezt követően a TV3 Menjünk!, majd 72 óra című műsorát vezette, amit 1999-ben az Év Riportere díjjal ismertek el a Kamera Hungária fesztiválon.
Ezután a TV2 Jó reggelt Magyarország Mixer című kulturális ajánlóműsorában láthatták a nézők. A TV2-n vezette három éven át a Propaganda kulturális magazint, amely 2005-ben Joseph Pulitzer-emlékdíjat kapott. A csatorna új vezetése Liptai Claudia mellett 2002-ben őt bízta meg a Big Brother valóságshow vezetésével. 2003-tól 2012-ig, majd 2024-ben ő vezette a Megasztár című tehetségkutatót is, ez hozta el számára az igazi országos ismertséget. Azóta számos más műsor műsorvezetője lett (l. alább). A Megasztár kisebb-nagyobb megszakításokkal ugyan, de hét évadot élt meg, ahol Till Attila mellett négy női műsorvezető fordult meg. 2007-ben munkáját Magyar Köztársasági Arany Érdemkereszttel ismerték el.

## Családja
Nős, felesége Korpás Krisztina. Három fiú édesapja: Andor (1998), Simon (2001), Félix (2008).

## Műsorai
- Múzsa, kulturális híradó (1994–96) MTV
- Menjünk, programajánló (1996–97) TV3
- 72 óra, kulturális műsor (1997–2002) TV3, MTV

### TV2(2002–)
- Big Brother (2002–2003)
- Propaganda (2002–2006, 2011–2023)
- Megasztár (2003–2024)
- Megatánc (2006)
- Okosabb vagy, mint egy ötödikes? (2007)
- Sztárok a jégen (2007)
- Mr és Mrs (2009–2010, 2013)
- Sztárral szemben (2009)
- ÖsszeEsküvők (2011)
- Super Mokka (2012-2013)
- A Nagy Duett (2013–2014, 2017, 2025–)
- Megasztár 10! (2014)
- Sztárban sztár (2014–2024)
- Ezek megőrültek! (2015)
- Kismenők (2016)
- Drágám, add az életed! (2016, 2022)
- Bumm! (2016–2017)
- Sztárban sztár +1 kicsi (2016–2018)
- Annyit ésszel, mint erővel (2017)
- Ninja Warrior Hungary (2017–2021)
- Bezár a bazár! (2018–2020)
- A legbátrabb páros (2018)
- Csak show és más semmi! (2018) (zsűritag)
- Sztárban sztár leszek! (2019–2023)
- Nicsak, ki vagyok? (2020–2021)
- Neked énekelek (2020–2021)
- Road Movie Guide (2020–2021)
- 93. Oscar-gála (2021)
- Város vs Vidék (2022)
- TV2-25! (2022)
- Ütős Ötös (2023)
- Kincsvadászok (2024–)
- A 100 milliós játszma (2025)

## Filmjei
- Média Plaza, kisfilm, 12 perc, bemutatva a Műcsarnokban (2001)
- Space, kisfilm, 8 perc, bemutatva Dunaújváros, városi múzeum (2002), Bécs Képzőművészeti Akadémia (2003)
- Pánik, játékfilm, 92 perc (2008) – Budapest Magyar Filmszemle
  - Legjobb női főszereplő díj Gubík Áginak
- Csicska, rövidfilm, 20 perc (2011)
- Tiszta szívvel, gengszterfilm (2015)
- Mintaapák, magyar sorozat (2020) (szereplő)
- És mi van Tomival? (2024)

## Szinkronszerepei
- Garfield, USA, játékfilm - Garfield szinkronhangja (2004)
- Garfield 2., USA, játékfilm - Garfield szinkronhangja (2006)

## Díjai
- Camera Hungária – Legjobb riporter (1999)
- VOLTfolió-díj – Legjobb TV-műsorvezető (2003)
- Joseph Pulitzer-emlékdíj  a Propaganda című műsorának (2003)
- Média estély – Az év műsorvezetője (2004)
- Camera Hungária – A legjobb műsorvezető (2005)
- Cool Brand Hungary – reklámszakmai díj – „legkúlabb” médiaszemélyiség (2006)
- Magyar Köztársasági Arany Érdemkereszt (2007)
- Magyar Toleranciadíj (2011)
- VOLTfolió-FairPlay díj  a Propaganda című műsorának (2013)
- Arany Medál díj – Az év rendezője (2016)
- Magyar Televíziós Újságírók Díja – Legjobb férfi műsorvezető (2018, 2020, 2022, 2023, 2024)